# Chris Paulson
Chris Paulson (* 1958 in Oakland, Kalifornien) ist ein US-amerikanischer Straßenmusiker, der in Deutschland lebt.
Er wuchs in der San Francisco Bay Area  auf. Bereits vor seinem 10. Lebensjahr spielte er in diversen Garagenbands.
Zu Jugendzeiten und auch noch als junger Erwachsener jobbte er u. a. als Ersatzteilehändler, Totengräber, Anstreicher, Tellerwäscher und Koch ohne jedoch seine Begeisterung für die Musik zu verlieren.
1987 machte er eine Rundreise durch Europa. In der Türkei lernte er seine spätere Frau, eine gebürtige Deutsche, kennen.
Mit ihr zusammen ging er zurück nach Deutschland, und die beiden lebten zunächst in Wiesbaden, wo Chris Paulson auch seine Karriere als Straßenmusiker begann.
Schließlich zog das Paar nach Frankfurt und Paulson konnte sich in der immer größer werdenden Straßenmusikerszene etablieren.
In Eigenregie nahm er erste Demokassetten und CDs auf, von denen er mittlerweile über 30.000 Stück verkauft hat.
Sein Repertoire umfasst dabei u. a. Lieder von Paul Simon, Bob Dylan, Don McLean, U2 oder Creedence Clearwater Revival.
Mittlerweile hat er auch viele eigene Songs komponiert, von denen einige auf seinem Album Walking zu finden sind.
Chris Paulson tritt regelmäßig auf Straßenfesten, wie z. B. der Osnabrücker Maiwoche auf und ist ein bekennender Pazifist, der auch auf Friedenskundgebungen auftritt.

## Auszeichnungen und Zitate über Chris Paulson
- Straßenmusiker des Jahres 1993 (ZDF)

- Frankfurter Rundschau: "Der unermüdliche Folksänger"

- Clair Pender, Triad Magazine: "Von allen Musikern ist Chris Paulson mein Favorit. Seine Präsenz ist ein Freudenschimmer in dem Leben von vielen Leuten."

- Jugendzeitschrift der AOK: "Chris Paulson schafft eine magische Atmosphäre, die die Leute einfach dazu animiert, mitsingen zu wollen".

- Yvonne Sitta, 5 Gram, 2 Mark-Magazine: "Chris Paulson ist ein begnadeter Musiker mit einer wunderbaren Stimme und sein Stil erinnert etwas an Neil Young in seinen Anfangsjahren. Unbedingt mal reinhören."

## Diskographie
- 1992 The Best of Chris Paulson
- 1993 Back to you
- 1996 Dreamtown
- 2000 Summertime Again
- 2002 Wandering Minstrel
- 2005 Walking
- 2006 Live At The Sinkkasten
- 2009 Streets of Frankfurt
- 2012 Sea of Love
- 2015 Hurricane Heart